# Мане Сигбан
Карл Мане Георг Сигбан (шведски: Karl Manne Georg Siegbahn, 3. децембар 1886. – 26. септембар 1978) био је шведски физичар који је добио Нобелову награду за физику 1924. године "за открића и истраживања у области спектроскопије х-зрака". Сигбан је изабран за страног члана Краљевског друштва 1954. године.